# John McGuire (politico 1968)
John Joseph McGuire III (Richmond, 24 agosto 1968) è un politico statunitense, membro della Camera dei Rappresentanti per lo stato della Virginia dal 2025.

## Biografia
Nato a Richmond, dopo il college McGuire si arruolò nei Navy SEAL. A seguito di un grave incidente cadendo da un trampolino, McGuire divenne un istruttore sportivo e fondò la SEAL Team Physical Training, allenando anche alcuni atleti della Virginia Commonwealth University. Insieme alla moglie Tracy ebbe cinque figli.
Entrato in politica con il Partito Repubblicano, nel 2017 si candidò per un seggio alla Camera dei delegati della Virginia; durante la campagna elettorale venne criticato per aver spostato appositamente la residenza nel distretto in cui aveva presentato la candidatura. Alla fine risultò eletto con il 59,5% dei voti, nonostante l'avversaria lo avesse superato nella raccolta economica per la campagna elettorale. Fu riconfermato per altri due mandati nel 2019 e nel 2021.
Una delle sue iniziative politiche fu quella di ottenere una dicitura specifica che certificasse lo status di veterano sulle carte d'identità o patenti di guida di chi aveva prestato servizio militare. Chiamato a citare il suo maggiore successo, menzionò l'aumento del 5% degli stipendi degli insegnanti senza l'imposizione di ulteriori tasse.
Nel 2020 si candidò alla Camera dei Rappresentanti contro la deputata democratica in carica Abigail Spanberger. Durante la campagna elettorale, McGuire venne accusato di aver mentito sul suo record di voto in materia di aborto, ma lui si difese sostenendo di essere "pro-life al 100%". Al termine della competizione, McGuire perse la nomination repubblicana a favore del contendente Nick Freitas, che venne poi sconfitto dalla deputata Spanberger.

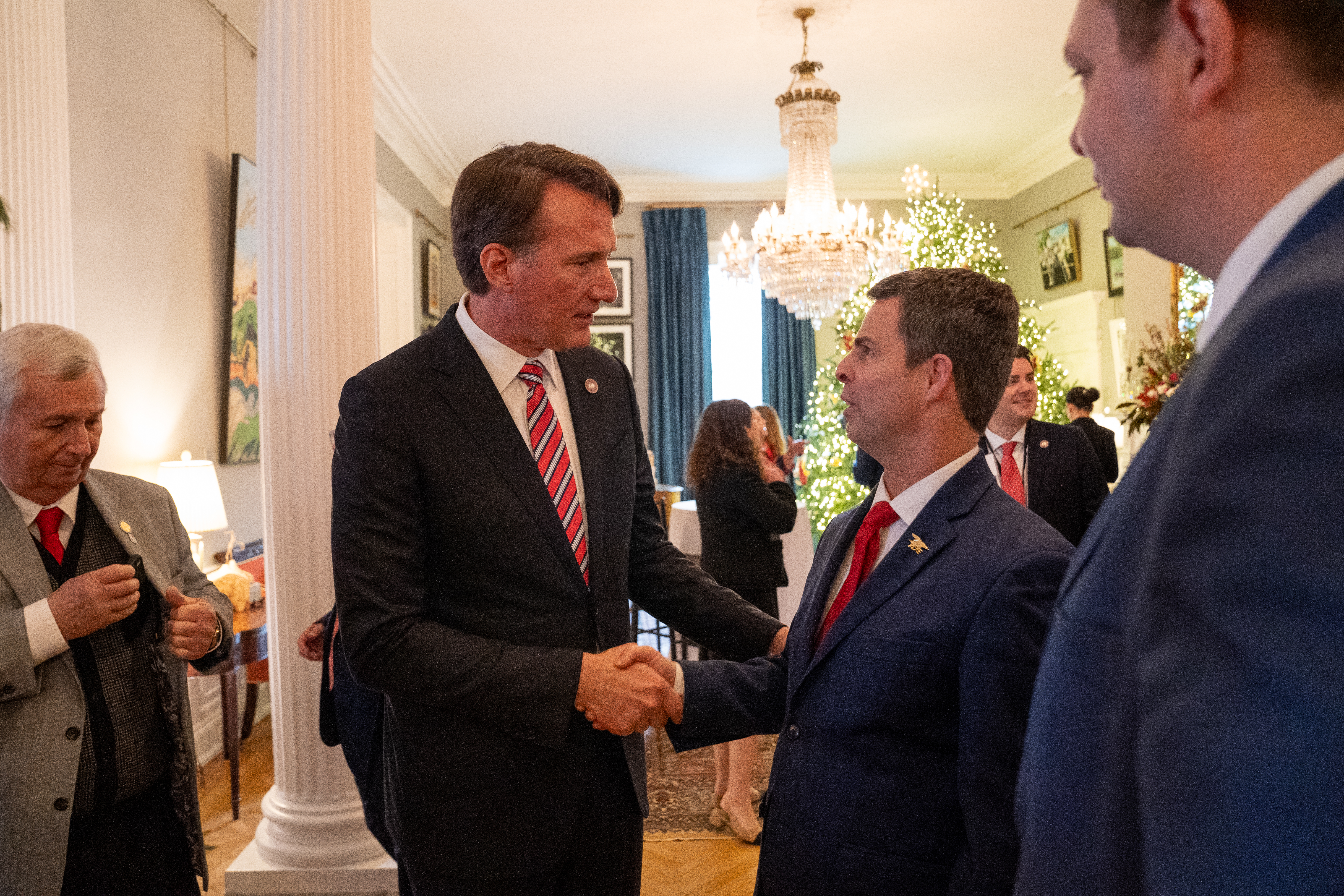
John McGuire con Glenn Youngkin nel 2024

Sempre nel 2020, si oppose alla ratifica dell'Equal Rights Amendment. Partecipò inoltre a dei rally di protesta organizzati dai sostenitori della tesi secondo cui le elezioni presidenziali fossero state truccate. Affermò che la pandemia di COVID-19 fosse in realtà un piano per cambiare le leggi elettorali e falsificare le elezioni. Partecipò al comizio di Donald Trump del 6 gennaio 2021, ma negò di aver preso parte all'assalto del Campidoglio.
Dopo aver inizialmente ricercato una nuova candidatura al Congresso per una rivincita contro Abigail Spanberger, McGuire abbandonò la corsa, presentandosi invece alle elezioni per il Senato della Virginia. Venne eletto senza opposizione.
Nel 2024, John McGuire annunciò la propria candidatura per il seggio della Camera dei rappresentanti detenuto dal compagno di partito Bob Good. I notisti politici sostennero che dietro la scelta politica ci fosse un progetto dell'ex Speaker della Camera dei rappresentanti degli Stati Uniti Kevin McCarthy per colpire i deputati che avevano votato per estrometterlo dalla carica.
McGuire ottenne il sostegno pubblico di Trump contro il deputato uscente Good. La sfida fu molto competitiva e i due candidati risultarono vicinissimi nei risultati; dato per sconfitto con un margine molto ristretto, Good chiese un riconteggio delle schede, che confermò la vittoria di McGuire con un margine di 374 voti.
Nelle elezioni generali, McGuire superò l'avversaria democratica con il 57,3%, divenendo così deputato.